# Maquílids
Els maquílids (Machilidae) són una família d'insectes primitius pertanyents a l'ordre Archaeognatha, que inclou els peixets de bronze. Hi ha al voltant de 250 espècies descrites a tot el món.

## Característiques
Aquests insectes manquen d'ales, presenten un tòrax allargat i més o menys cilíndric amb un gep característic, i estan coberts de diminutes i compactes escates. El seu color és normalment gris o marró, algunes vegades amb complicats patrons. Tenen tres «cues» al final de l'abdomen dos cercs i un llarg epiproct central. Tenen grans ulls composts, que amb freqüència es troben en un punt central.

## Història natural
Els maquílids no sofreixen virtualment cap metamorfosi durant el seu cicle vital (ametabolia), i tant les nimfes com els adults són en general discrets herbívors i carronyaires, estant moltes espècies restringides a les costes rocoses, però trobant-se unes altres en hàbitats d'interior amb abundant vegetació. Poden moure's molt ràpidament i generalment fugen saltant considerables distàncies quan se'ls molesta.

## Taxonomia
La família Machilidae inclou els següents gèneres:
- Afrochilis Sturm, 2002
- Afromachilis Mendes, 1981
- Allopsontus Silvestri, 1911
- Bachilis Mendes, 1977
- Catamachilis Silvestri, 1923
- Charimachilis Wygodzinsky, 1939
- Coreamachilis Mendes, 1993
- Corethromachilis Carpenter, 1916
- Dilta Strand, 1911
- Graphitarsus Silvestri, 1908
- Haslundichilis Wygodzinsky, 1950
- Haslundiella Janetschek, 1954
- Heteropsontus Mendes, 1990
- Himalayachilis Wygodzinsky, 1952
- Janetschekilis Wygodzinsky, 1958
- Lepismachilis Verhoeff, 1910
- Leptomachilis Sturm, 1991
- Machilis Latrielle, 1832
- Machilopsis Olfers, 1907
- Mendeschilis Gaju, Mora, Molero & Bach, 2000
- Mesomachilis Silvestri, 1911
- Metagraphitarsus Paclt, 1969
- Metamachilis Silvestri, 1936
- Meximachilis Wygodzinsky, 1945
- Neomachilis Silvestri, 1911
- †Onychomachilis Pierce, 1951
- Paetrobius Leach, 1815
- Paramachilis Wygodzinsky, 1941
- Parapetrobius Mendes, 1980
- Parateutonia Verhoeff, 1910
- Pedetontinus Silvestri, 1943
- Pedetontoides Mendes, 1981
- Pedetontus Silvestri, 1911
- Petridiobius Paclt, 1970
- Petrobiellus Silvestri, 1943
- Petrobius Leach, 1817
- Petromachilis Reilly, 1915
- †Praemachilis Silvestri, 1904
- Praemachiloides Janetschek, 1954
- Praetrigoniophthalmus Janetschek, 1954
- Promesomachilis Silvestri, 1923
- Pseudocatamachilis Gaju & Bach, 1991
- Pseudomachilanus Paclt, 1969
- Silvestrichilis Wygodzinsky, 1950
- Silvestrichiloides Mendes, 1990
- Stachilis Janetschek, 1957
- Trigoniomachilis Stach, 1937
- Trigoniophthalmus Verhoeff, 1910
- Wygodzinskilis Janetschek, 1954

## Galeria

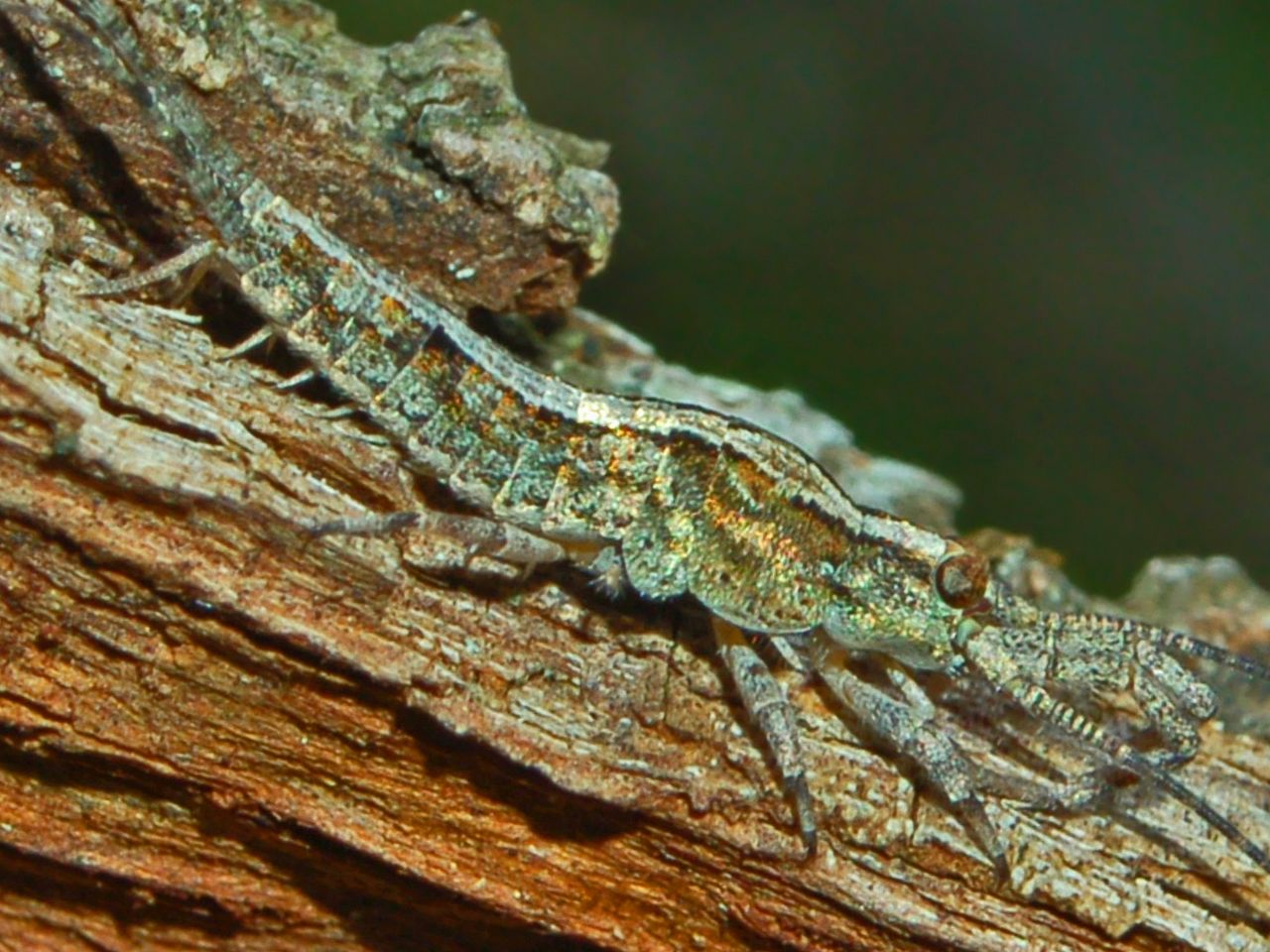
Machilis sp.
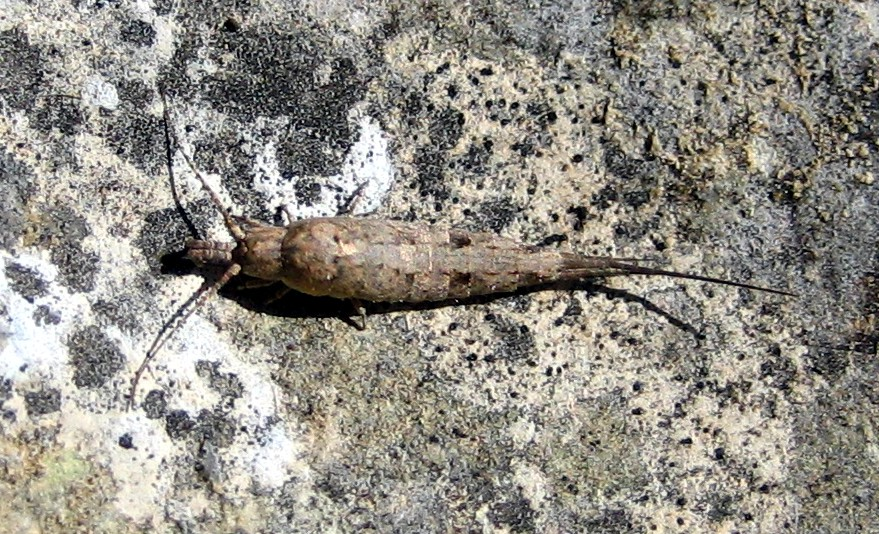
Machilidae
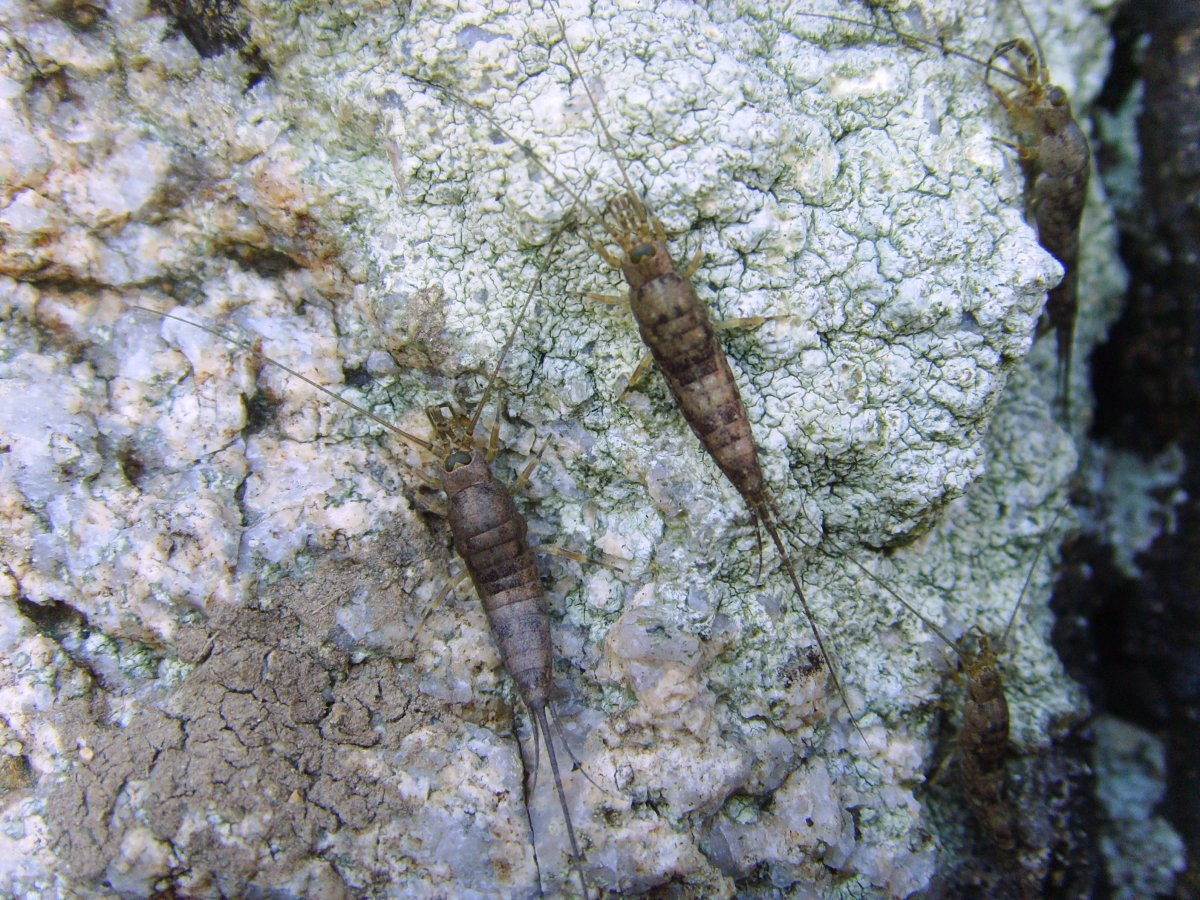
Petrobius maritimus
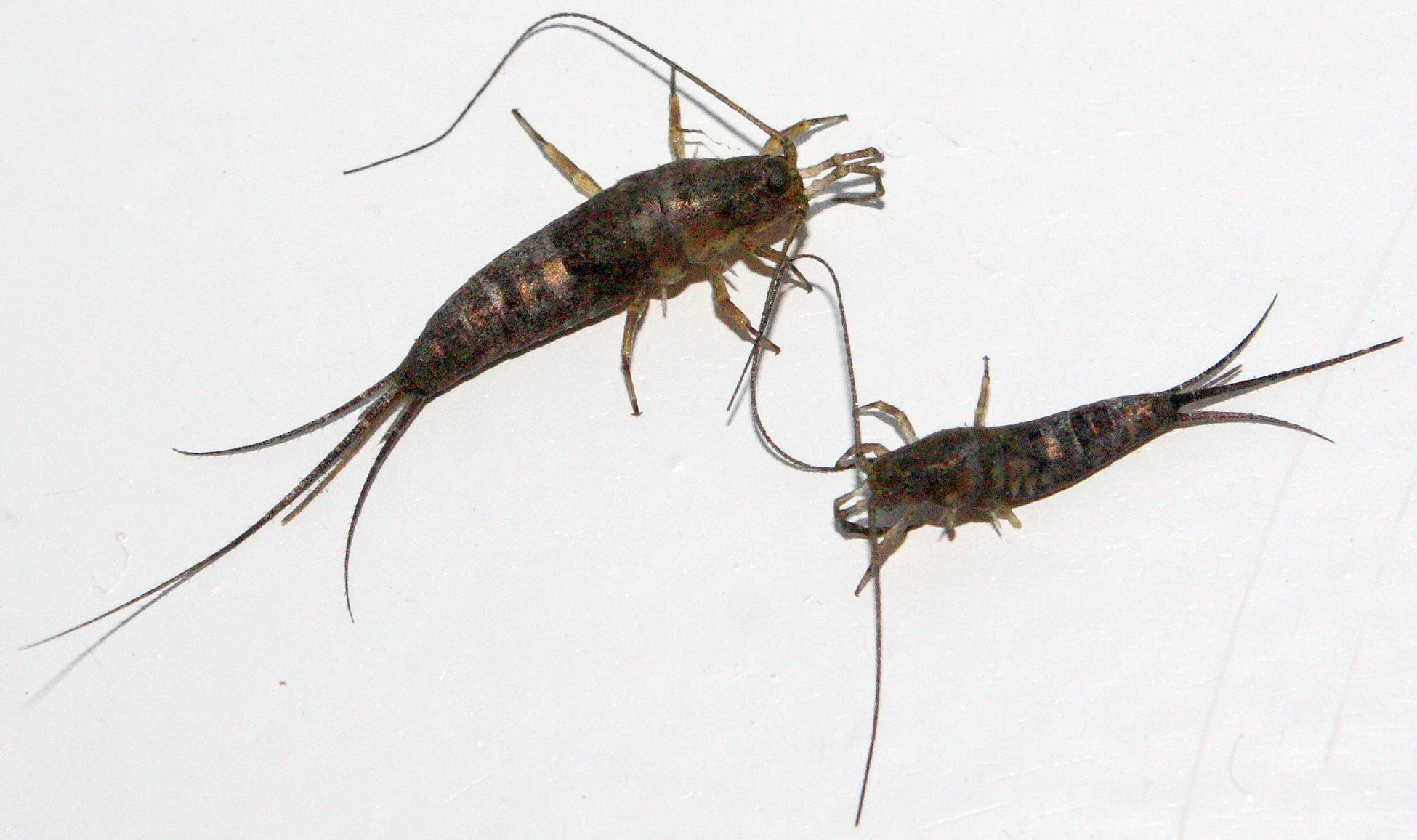
Petrobius brevistylis